# 차오 팍 케이

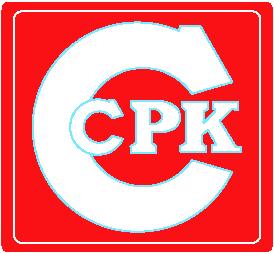

차오 팍 케이 축구단(Chao Pak Kei Football Team, 鄒北記)은 마카오의 축구단이다. 현재 리가 드 일리트에 참가하고 있다.

## 우승
- 리가 드 일리트: 2019, 2021, 2022
- 세군다 디비장 드 마카오: 2012
- 타사 드 마카오: 2018, 2021, 2022

## 선수 명단

### 현역
참고: FIFA 자격 규정에 따라 소속된 국가대표팀 국기를 표시합니다. 선수는 복수의 FIFA 비회원국 국적을 가지고 있을 수 있습니다.
| 번호 | 포지션 | 국적     | 이름            |
| ---- | ------ | -------- | --------------- |
| 2    | DF     | 파라과이 | 호날두 카브레라 |
| 9    | FW     |          | 그레고리 멘데스 |
| 10   | FW     | 마카오   | 니키 토랑       |

| 번호 | 포지션 | 국적 | 이름 |
| ---- | ------ | ---- | ---- |

### 역대
틀:차오 팍 케이 선수 명단